# لويس فلوريس أباركا
لويس فلوريس أباركا (بالإسبانية: Luis Flores Abarca)‏ هو لاعب كرة قدم ومدرب كرة قدم تشيلي، ولد في 3 مايو 1982 في تشيلي. شارك مع منتخب تشيلي لكرة القدم. أما مع النوادي، فقد لعب مع ديبورتيس ماجالانز ونادي أوهيجينس.

## وصلات خارجية
- لويس فلوريس أباركا على موقع قاعدة بيانات كرة القدم.إي يو (الإنجليزية)
- لويس فلوريس أباركا على موقع ناشيونال فوتبول تيمز (الإنجليزية)
- لويس فلوريس أباركا على موقع Soccerway.com (الإنجليزية)
- لويس فلوريس أباركا على موقع عالم كرة القدم.نت (الإنجليزية)